# 劉屈氂

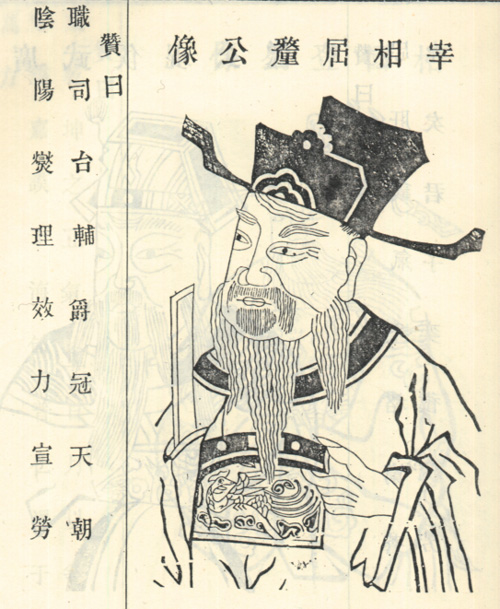
劉屈氂像

劉屈氂（？—前90年），為西漢宗室出身的丞相，他是漢景帝之孫、漢武帝的侄子，以及中山靖王劉勝之子。
丞相公孫賀被捕下獄後，劉屈氂由涿郡太守升任左丞相，受封澎侯。征和二年的秋天，江充指控皇太子劉據詛咒漢武帝，劉據在恐懼不安下起兵討伐江充，丞相長史向漢武帝報告太子興兵之事，漢武帝隨即下詔命劉屈氂平叛，最終該事件導致大量官員遇害，死者多達數萬人，史稱「巫蠱之禍」。
征和三年，劉屈氂與貳師將軍李廣利兩人共同謀畫，打算擁立昌邑王劉髆為太子，卻被宦官郭穰向漢武帝告發，在漢武帝徹查下劉屈氂和李廣利的密謀敗露，劉屈氂本人被漢武帝下令用運送食物的車子載著遊街示眾，隨後押往長安東市腰斬。

## 生平

### 官拜丞相
劉屈氂為漢武帝異母兄中山靖王劉勝之子，早年事蹟不詳。
征和二年的春天，汉武帝下詔給御史，說：「前丞相公孫賀倚仗和我的故舊關係，利用位高勢重而做出邪惡之事，只顧著蒐羅肥沃的良田來為子弟、門客謀利，不顧廣大百姓的疾苦，不想辦法增加戍邊士兵的糧食，又貪圖財貨，致使百姓賄賂位居上位的官吏，我對他的所做所為忍耐已久。而他竟不知悔改，還擅作主張施嘉恩惠給邊郡，想讓邊郡做為自己的後援，又命令內地的郡县縮減費用，來給邊郡屯戍的軍隊製作車輛，還讓農民自己轉運糧食送至邊郡，造成農民貧窮、牲畜疲困、損耗馬匹、武備衰減，下層官吏隨意增加賦稅，導致百姓破產流亡，又假傳詔令，以奸邪罪名逮捕朱安世。公孫賀父子的案件已由負責部門做出正確處理。現在任命涿郡太守劉屈氂為左丞相，把丞相長史分為兩府，等待找到賢者後再任命右丞相。親近親人任用賢才，是唐堯、西周常有的作法。將澎地的二千二百戶封給左丞相劉屈氂為澎侯」。

### 征討太子
到了征和二年的秋天，江充向漢武帝指控太子刘据與巫蠱案有關，太子在恐懼下起兵殺死江充，率軍攻進丞相府，劉屈氂倉皇脫身逃跑，連左丞相的官印都丟失了。當時漢武帝正在甘泉宮避暑，丞相長史乘著快馬奔赴甘泉宮，將此事奏聞漢武帝，漢武帝問：「丞相在做什麼呢？」丞相長史回答說：「丞相正在封鎖消息，不敢發兵。」漢武帝發怒道：「事情紛紛揚揚到這種地步，還談什麼封鎖消息呢？丞相沒有周公的風範，周公不是誅殺了管叔、蔡叔嗎？」於是賜給丞相劉屈氂詔書說：「捕殺反叛者，朕自有賞賜。遠遠地圍住叛軍，以牛車為盾牌，不要讓兵士們因為和叛軍短兵相接而傷亡慘重。堅守並封閉城門，別讓反叛者逃出城去」。
太子既已發兵殺死江充，於是便宣稱漢武帝在甘泉宮病重，太子之所以發兵是因為懷疑京師有變動，有奸臣想作亂。漢武帝此時從甘泉宮返回長安，駕臨長安城西的建章宫，下詔徵調京兆尹、左馮翊、右扶風 三辅靠近長安各縣的軍隊，部署俸祿二千石以下官員帶領，左丞相劉屈氂兼任將軍。太子也派遣使者假傳詔書赦免長安城內京師諸官府中的囚徒，調動看守武库的軍隊，命少傅石德和門客張光等人分別率領，派長安城裡的囚犯如侯持符节徵調长水校尉和宣曲宮的胡騎，讓他們全部攜帶武器裝備到長安城中集合。
侍郎莽通奉令出使長安，追捕如侯，莽通告訴胡騎們說：「調兵的符節有詐，不要聽信如侯的命令。」莽通隨後斬殺如侯，帶領胡騎進入長安，又調動駛船的士兵，交給大鴻臚商丘成率領。起初，汉朝調兵的符節為紅色，因太子亦使用紅色的符節，所以後來漢朝的符節遂改為黃色犛牛尾的樣式，以作區別。太子徵召監北軍使者任安調動北軍的兵士，但任安接受符節後，卻緊關北軍軍門不肯響應太子。太子只好領兵離開北軍，驅使長安四市的百姓共有幾萬人，太子一行來到長樂宮西闕下方時，正巧碰上左丞相劉屈氂統帥的軍隊，雙方整整混戰了五天，死傷數萬人，腥紅的鮮血流進街道兩旁的下水道中。歸附左丞相劉屈氂軍隊的人數逐漸增多，太子的軍隊失利，隨後向南逃往覆盎門，離城而去。
由於當夜負責看守城門的司直田仁並未阻攔太子，使太子得以順利逃出城去，因田仁縱放太子出城，左丞相劉屈氂打算要處死他。御史大夫暴勝之阻止劉屈氂說：「司直是二千石的官員，應當先請示陛下如何處理，怎麼能擅自殺他呢？」於是劉屈氂就釋放了田仁。然而漢武帝聽到消息後大為震怒，派官吏責問暴勝之說：「司直田仁放走反叛者，丞相要殺他，是依法處置，你憑什麼擅作主張制止丞相？」暴勝之十分惶恐，隨即自殺。至於北軍使者任安，因為接受太子調兵的符節，被認為懷有二心而獲罪，田仁放跑太子，二人都被判處腰斩。漢武帝說：「侍郎莽通捕獲叛將如侯，長安男子景建跟隨莽通捕獲少傅石德，可以說是立下大功啦。大鴻臚商丘成奮勇拼殺，捉住叛將張光。封莽通為重合侯，景建為德侯，商丘成為詫侯。」太子的門客，凡是曾經出入過皇宮宮門者，一律斬首。那些追隨太子發兵反叛之人，按照制裁反叛者的法律規定，族滅全家。官吏和士兵有乘亂搶劫者，全部流放到敦煌郡。因太子仍逃亡在外，從這時開始長安各城門皆屯駐軍隊。過了二十多天後，太子於湖縣被人發現，最終在官吏圍捕下自殺身亡。

### 獲罪而死
第二年，貳師將軍李廣利率軍出擊匈奴，丞相劉屈氂設宴給李廣利餞行，送行到渭橋時，劉屈氂和李廣利告別。李廣利對劉屈氂說：「希望君侯早點請陛下立昌邑王劉髆為太子。如果昌邑王被立為皇帝，您今後還有什麼好擔憂的呢？」劉屈氂答應了李廣利的請求。由於昌邑王是李廣利之妹李夫人所生的兒子。且李廣利的女兒又是劉屈氂兒子的妻子，因此李廣利和劉屈氂兩人都想立昌邑王為太子。這時，審理巫蠱獄案追查得很緊，內者令郭穰告發丞相劉屈犛的夫人因丈夫多次受到武帝譴責，而指使巫師詛咒皇帝，口出惡言，以及劉屈氂與李廣利兩人共同禱告祭祀，想讓昌邑王當皇帝。相關主管官員將此事奏報給漢武帝，請求審訊查驗，漢武帝批准，劉屈氂被定罪為大逆不道。漢武帝下令把劉屈氂放在載運食品的廚車上游街示眾，隨後在長安東市腰斬，劉屈氂的妻子則遭押赴華陽街斬首示眾。李廣利的妻子兒女亦被抓捕入獄。當時領兵在外的李廣利得知消息後，便率軍投降了匈奴，其宗族全數遭處決。

## 評價
- 黄道周：自古宰相，生值明時，無大故而伏斧鑕者，唯漢劉屈氂及先朝夏言耳。漢武帝決意空漢南，心疑丞相墜北伐之師，故一旦破法而戮屈氂[4]。
- 蔡東藩：太子據死，劉屈氂及李廣利一誅一叛，是正所以促武帝之悔心，使之力圖晚蓋[5]。
- 王夫之：劉屈氂之攻戾太子也，非果感於周公誅管、蔡之言而行辟也。武帝曰：「丞相無周公之風矣。」其詞緩，未有督責屈氂之意，則陳大義以責太子而徐為解散也，豈繄無術？而必出於死戰，此其心欲為昌邑王地耳。太子誅，而王以次受天下，路人知之矣。其要結李廣利，徇姻亞而樹庶氂，屈氂之慝，非一日之積矣。然而屈氂旋誅，奸人戕天性以僥非望，未有能幸免者矣。顧孰使險如屈氂而為相也，則武帝狎寵姬、任廣利、而為之左右也。用人假耳目於私昵，而不保其子，悲夫[6]。
- 黃震：戾太子之變，使宰相得人，明太子之無他，察江充之傾危，抗章武帝，身任安危之託，猶庶幾也，而使屈氂當之，悲夫[7]。

## 延伸閱讀
[在维基数据编辑]
 《漢書·卷066》，出自班固《漢書》

| 官衔          | 官衔                    | 官衔          |
| ------------- | ----------------------- | ------------- |
| 前任： 公孫賀 | 西汉丞相 前91年－前90年 | 繼任： 田千秋 |